# Championnats d'Europe de cyclisme sur piste 2024
Navigation
2023 2025
Les Championnats d'Europe de cyclisme sur piste 2024 ont lieu du 10 au 14 janvier 2024 à Apeldoorn, aux Pays-Bas. Les épreuves se tiennent au sein de l'Omnisport Apeldoorn. C'est la quatrième fois que le site accueille les championnats d'Europe sur piste après 2011, 2013 et 2019.
Ces championnats d'Europe attribuent des points au classement UCI qui sert à la qualification pour les Jeux olympiques d'été de 2024.

## Programme
| Date                | Finales masculines                                      | Finales féminines                                     |
| ------------------- | ------------------------------------------------------- | ----------------------------------------------------- |
| Mercredi 10 janvier | Course à l'élimination, vitesse par équipes             | Vitesse par équipes                                   |
| Jeudi 11 janvier    | Course à l'américaine, kilomètre, poursuite par équipes | Poursuite par équipes, scratch                        |
| Vendredi 12 janvier | Poursuite individuelle, scratch                         | Omnium, vitesse individuelle                          |
| Samedi 13 janvier   | Omnium, vitesse individuelle                            | 500 mètres, course aux points, course à l'élimination |
| Dimanche 14 janvier | Course aux points, keirin                               | Course à l'américaine, keirin, poursuite individuelle |

## Résultats
- (q) signifie que le coureur n'a pas participé à la finale pour la médaille, mais à un tour qualificatif.

### Épreuves masculines
| Épreuves               | Or                                                                                       | Or             | Argent                                                                                        | Argent         | Bronze                                                                 | Bronze         |
| ---------------------- | ---------------------------------------------------------------------------------------- | -------------- | --------------------------------------------------------------------------------------------- | -------------- | ---------------------------------------------------------------------- | -------------- |
| Kilomètre              | Matteo Bianchi                                                                           | 1 min 0 s 272  | Daan Kool                                                                                     | 1 min 0 s 414  | Melvin Landerneau                                                      | 1 min 0 s 472  |
| Keirin                 | Harrie Lavreysen                                                                         |                | Mateusz Rudyk                                                                                 |                | Stefano Moro                                                           |                |
| Vitesse individuelle   | Harrie Lavreysen                                                                         |                | Mateusz Rudyk                                                                                 |                | Mikhail Iakovlev                                                       |                |
| Vitesse par équipes    | Pays-Bas Jeffrey Hoogland Harrie Lavreysen Roy van den Berg Tijmen van Loon (q)          | 41 s 958       | France Florian Grengbo Rayan Helal Sébastien Vigier                                           | 42 s 718       | Pologne Daniel Rochna Mateusz Rudyk Rafał Sarnecki Maciej Bielecki (q) | 43 s 177       |
| Poursuite individuelle | Daniel Bigham                                                                            | 4 min 5 s 783  | Charlie Tanfield                                                                              | 4 min 7 s 777  | Rasmus Pedersen                                                        | 4 min 10 s 119 |
| Poursuite par équipes  | Grande-Bretagne Daniel Bigham Ethan Hayter Charlie Tanfield Ethan Vernon Oliver Wood (q) | 3 min 45 s 218 | Danemark Carl-Frederik Bévort Tobias Hansen Niklas Larsen Rasmus Pedersen Frederik Madsen (q) | 3 min 46 s 372 | Italie Davide Boscaro Simone Consonni Francesco Lamon Jonathan Milan   | 3 min 49 s 974 |
| Course aux points      | Niklas Larsen                                                                            | 66 pts         | Sebastián Mora                                                                                | 58 pts         | Oscar Nilsson-Julien                                                   | 45 pts         |
| Américaine             | Allemagne Roger Kluge Theo Reinhardt                                                     | 64 pts         | France Thomas Boudat Donavan Grondin                                                          | 60 pts         | Danemark Michael Mørkøv Theodor Storm                                  | 50 pts         |
| Scratch                | Iúri Leitão                                                                              |                | Tim Wafler                                                                                    |                | Tobias Hansen                                                          |                |
| Omnium                 | Ethan Hayter                                                                             | 121 pts        | Niklas Larsen                                                                                 | 121 pts        | Fabio Van den Bossche                                                  | 118 pts        |
| Course à l'élimination | Tobias Hansen                                                                            |                | William Tidball                                                                               |                | Jules Hesters                                                          |                |

### Épreuves féminines
| Épreuves               | Or                                                                         | Or             | Argent                                                                               | Argent         | Bronze                                                                                        | Bronze         |
| ---------------------- | -------------------------------------------------------------------------- | -------------- | ------------------------------------------------------------------------------------ | -------------- | --------------------------------------------------------------------------------------------- | -------------- |
| 500 mètres             | Katy Marchant                                                              | 33 s 319       | Taky Marie-Divine Kouamé                                                             | 33 s 356       | Pauline Grabosch                                                                              | 33 s 444       |
| Keirin                 | Lea Sophie Friedrich                                                       |                | Emma Finucane                                                                        |                | Hetty van de Wouw                                                                             |                |
| Vitesse individuelle   | Emma Finucane                                                              |                | Lea Sophie Friedrich                                                                 |                | Emma Hinze                                                                                    |                |
| Vitesse par équipes    | Allemagne Lea Sophie Friedrich Pauline Grabosch Emma Hinze                 | 45 s 899       | Grande-Bretagne Sophie Capewell Emma Finucane Katy Marchant Lowri Thomas (q)         | 46 s 151       | Pays-Bas Kyra Lamberink Hetty van de Wouw Steffie van der Peet                                | 46 s 754       |
| Poursuite individuelle | Josie Knight                                                               | 3 min 22 s 816 | Franziska Brauße                                                                     | 3 min 22 s 819 | Anna Morris                                                                                   | 3 min 22 s 934 |
| Poursuite par équipes  | Italie Elisa Balsamo Martina Fidanza Vittoria Guazzini Letizia Paternoster | 4 min 12 s 551 | Grande-Bretagne Megan Barker Josie Knight Anna Morris Jessica Roberts Neah Evans (q) | 4 min 15 s 950 | Allemagne Franziska Brauße Lisa Klein Lena Charlotte Reißner Laura Süßemilch Mieke Kröger (q) | 4 min 14 s 768 |
| Course aux points      | Lotte Kopecky                                                              | 24 pts         | Anita Stenberg                                                                       | 19 pts         | Jarmila Machačová                                                                             | 18 pts         |
| Américaine             | France Valentine Fortin Marion Borras                                      | 50 pts         | Belgique Lotte Kopecky Katrijn De Clercq                                             | 41 pts         | Italie Elisa Balsamo Vittoria Guazzini                                                        | 28 pts         |
| Scratch                | Clara Copponi                                                              |                | Lani Wittevrongel                                                                    |                | Martina Fidanza                                                                               |                |
| Omnium                 | Anita Stenberg                                                             | 142 pts        | Neah Evans                                                                           | 136 pts        | Valentine Fortin                                                                              | 131 pts        |
| Course à l'élimination | Lotte Kopecky                                                              |                | Lea Lin Teutenberg                                                                   |                | Jessica Roberts                                                                               |                |

## Tableau des médailles
| Rang  | Nation          | Or | Argent | Bronze | Total |
| ----- | --------------- | -- | ------ | ------ | ----- |
| 1     | Grande-Bretagne | 6  | 6      | 2      | 14    |
| 2     | Allemagne       | 3  | 3      | 3      | 9     |
| 3     | Pays-Bas        | 3  | 1      | 2      | 6     |
| 4     | France          | 2  | 3      | 3      | 8     |
| 5     | Danemark        | 2  | 2      | 3      | 7     |
| 6     | Belgique        | 2  | 2      | 2      | 6     |
| 7     | Italie          | 2  | 0      | 4      | 6     |
| 8     | Norvège         | 1  | 1      | 0      | 2     |
| 9     | Portugal        | 1  | 0      | 0      | 1     |
| 10    | Pologne         | 0  | 2      | 1      | 3     |
| 11    | Autriche        | 0  | 1      | 0      | 1     |
| 11    | Espagne         | 0  | 1      | 0      | 1     |
| 13    | Israël          | 0  | 0      | 1      | 1     |
| 13    | Tchéquie        | 0  | 0      | 1      | 1     |
| Total | Total           | 22 | 22     | 22     | 66    |